# Lissonota semitropis
Lissonota semitropis là một loài tò vò trong họ Ichneumonidae.